# Never Let Me Down (chanson)
Singles de David Bowie
Time Will Crawl
(juin 1987) Fame '90
(mars 1990)
Never Let Me Down est une chanson de David Bowie parue en 1987 sur l'album Never Let Me Down. Elle est dédiée à son assistante et confidente Coco Schwab en remerciement de son rôle protecteur et maternelle auprès de l'artiste.
Troisième et dernier single tiré de l'album, après Day-In Day-Out et Time Will Crawl, elle se classe no 34 des ventes au Royaume-Uni.

## Musiciens
- David Bowie : chant
- Carlos Alomar : guitare
- Erdal Kizilcay : basse, batterie, claviers
- Crusher Bennett : percussions

Musiciens supplémentaires sur les versions parues en single :
- Spencer Bernard : synthétiseur
- David Eiland : saxophone alto
- Steve Hodge : claviers